# Либерзон, Марк Рахмильевич
Марк Рахми́льевич (Романович) Либерзо́н (род. 26 мая 1948, Кишинёв) — российский учёный-механик. Доктор физико-математических наук (1989), профессор, Заслуженный деятель науки Российской Федерации (2003), лауреат премии Президента Российской Федерации в области образования (2003).

## Биография
Родился в семье педагогов Рахмиля Марковича и Риммы Савельевны Либерзон.
Окончил механико-математический факультет Московского государственного университета им. М. В. Ломоносова (1970), кафедра прикладной механики.
После окончания МГУ служил в войсках ПВО МО СССР, командир роты, за успешное выполнение задачи во время учений получил внеочередное воинское звание капитан.
В 1975 году поступил в аспирантуру механико-математического факультета МГУ. Кандидатскую диссертацию по теме «Метод исследования абсолютной устойчивости некоторых нестационарных нелинейных систем автоматического управления» защитил в 1981 году, научный руководитель А. Ю. Ишлинский, докторскую (по теме «Метод исследования абсолютной устойчивости управляемых механических систем») — в 1989 году.
Проректор и заведующий кафедрой аналитической механики Московского государственного авиационного технологического университета им. К. Э. Циолковского, где работает с 1983 года; вице-президент Российской инженерной академии. С сентября 2008 года — ректор женского института «Махон Хамеш».
Член Московского математического общества (1986), Американского математического общества (1988), Российской академии космонавтики, EUROMECH, AIAA, GAMM. Президент Международной общественной организации «Международный Фонд Попечителей Московского государственного авиационного технологического университета им. К. Э. Циолковского» (1995). Лауреат Премии Президента Российской Федерации.
Автор более 350 научных трудов в области прикладной математики и механики, в частности по аэронавтике и космонавтике, в том числе монографий «Космические тросовые системы: некоторые аспекты практического использования» (с соавторами, 2005), «Сближение в космосе с использованием тросовых систем» (с соавторами, 2010), «Актуальные проблемы прикладной механики и устойчивость» (2017), «Несколько задач прикладной механики» (2019), «Динамика механических систем и устойчивость» (2024).
Жена — пианистка, оперный концертмейстер Анна Адольфовна Маргулис (род. 1949), заслуженная артистка Российской Федерации. Сыновья — математик Даниэль Маркович Либерзон (англ. Daniel M. Liberzon, Ph.D., род. 1973), профессор отделения электрической и компьютерной инженерии Иллинойского университета в Урбана-Шампейн; экономист Владимир Маркович Либерзон (род. 1980).
Пять внуков.

## Награды
- Заслуженный деятель науки РФ (2003)[5]
- Премия Президента Российской Федерации в области образования (2003)[6]
- Юбилейная медаль «За доблестный труд. В ознаменования 100-летия со дня рождения Владимира Ильича Ленина»
- Медаль «За освоение целинных земель»
- Медаль «В память 850-летия Москвы»
- Знак отличия «За безупречную службу городу Москве»
- Знак «За международное сотрудничество в области космонавтики» Роскосмоса.
- Грамота Мэра Москвы и Заместителя Генерального Секретаря ООН за участие в подготовке Всемирного Конгресса ООН (1998 г.)
- Серебряная медаль ЭКСПО-98
- Международный Гран-При «Золотой Архимед» (2001)
- Золотая медаль Международной инженерной академии (2008)
- медаль имени С. П. Королёва Федерации космонавтики РФ
- медаль имени Ю. А. Гагарина Федерации космонавтики РФ
- медаль имени К. Э. Циолковского Федерации космонавтики РФ
- Золотая медаль Международной инженерной академии (2018)
- Орден «Инженерная доблесть» (2024)